# Schistura niulanjiangensis
Schistura niulanjiangensis är en fiskart som beskrevs av Chen, Lu och Mao 2006. Schistura niulanjiangensis ingår i släktet Schistura och familjen grönlingsfiskar. Inga underarter finns listade i Catalogue of Life.